# Celestino Fernández de la Vega
Celestino Fernández de la Vega y Pardo (Friol, Lugo, 1914, riu Miño, 1986) va ser un destacat militant del galleguisme cultural de preguerra. És oncle de la vicepresidenta primera del Govern Espanyol María Teresa Fernández de la Vega.
El 1930 començà la carrera de dret a Compostel·la i al cap de quatre anys, a fi d'acabar la llicenciatura, va fixar la seva residència a Madrid. Poc després de realitzar els últims exàmens, Fernández de la Vega va ser mobilitzat per a combatre en el bàndol nacional; la guerra marcarà d'una manera decisiva la seva obra.
Una vegada conclòs el conflicte bèl·lic, va començar a preparar les oposicions a tècnic de l'Administració, que guanyarà el 1940, i que el portaran destinat al Govern Civil de Lugo. En aquesta ciutat, Fernández de la Vega fou assidu de diverses tertúlies, a les quals assistien Luís Pimentel, Anxel Fole, Antonio Figueroa, Luciano Penedo i Ramón Piñeiro, entre d'altres.
Fernández de la Vega va estar present en el projecte de l'Editorial Galaxia des del seu naixement i hi aportà assajos com Cultura y comunicación (1951) i Campanas de Bastabales (1952), publicats en espanyol per exigències de la censura (el 50% del text d'un volum havia d'estar redactat en la llengua oficial). Familiaritzat amb els principals corrents de pensament del moment (amb catorze anys ja havia llegit la Crítica da razón pura, de Kant) i seduït especialment per la filosofia de Martin Heidegger, que llegia en la llengua original, Fernández de la Vega traduirà, juntament amb Ramón Piñeiro, Da esencia da verdade (1956), del pensador alemany.
Fernández de la Vega va centrar els seus esforços a evidenciar l'esperit de les tres característiques fonamentals de l'ésser gallec: la saudade, el sentiment del paisatge i l'humorisme. Entre les seves obres més rellevants podem destacar Abrente e solpor da paisaxe (1958), editada en un volum col·lectiu en homenatge a Ramón Otero Pedrayo, i O segredo do humor (1963), en què l'autor de Lugo exposa la seva particular concepció de l'"humor" (punt intermedi entre el costat seriós d'allò còmic i el ridícul d'allò seriós) i assenyala Castelao com l'humorista més rellevant de les literatures hispàniques del segle xx. A més, va ser autor de nombrosos articles periodístics de temàtica variada (música, pintura, teatre, etc.).
Després de sofrir una forta depressió durant uns quants anys, Fernández de la Vega va decidir posar fi a la seva vida l'any 1986.